# Peso cubain
Pour les articles homonymes, voir Peso et CUP.
Le peso cubain (symbole : $ ; code ISO 4217  : CUP), appelé peso nacional à Cuba (litt. « peso national »), est la monnaie officielle du pays.
Le salaire moyen national n’équivaut qu’à 196 dollars américains par an, mais le Programme des Nations unies pour le développement, propose, à partir de la parité de pouvoir d'achat (PPA), 4 519 dollars américains.

## Peso cubain convertible
Le peso cubain n'avait, pendant l’existence du peso cubain convertible, pas de valeur officielle à l'extérieur du territoire cubain. Elle fut introduite à la suite de la crise économique profonde provoquée par la fin du bloc de l'Est pour diminuer son influence pour les citoyens. Un double taux de change entre ces deux monnaies permet aux entreprises de subventionner la consommation intérieure du pays.
Le peso convertible fonctionne comme une devise avec un taux de change d'achat et de vente par rapport au dollar américain, et le peso cubain non convertible fonctionne comme une monnaie de change. Les pesos non convertibles sont échangés contre les pesos convertibles, utilisés dans les transactions entre les banques et les entreprises, à parité. Pour les personnes habitant l'île, les pesos non convertibles sont échangés dans les bureaux de change (Cadecas) contre les pesos convertibles, au taux variable de 26 pour un (taux moyen en 2016).

## Histoire
Un des buts de la réforme officialisée par le VIe Congrès du Parti communiste de Cuba en 2011, après plus de deux ans de discussions dans l'ensemble de la population, est d'arriver à se passer de ce système à deux monnaies. Pour y arriver, les autres buts de cette réforme comme la lutte contre les privilèges ou l'autosuffisance alimentaire, avec la diversification et le développement de l'ensemble du secteur agro-alimentaire, devront être atteints. Cuba compte pouvoir poursuivre le développement de l'île, augmenter le niveau de vie de ses habitants et combattre les inégalités et le marché noir qui se sont développés pendant la période spéciale.
Le 22 octobre 2013, le président Raúl Castro a annoncé le début du processus qui mettra un terme aux deux monnaies qui circulent depuis 19 ans sur l'île, Cuba étant le seul pays au monde à émettre deux monnaies.
En décembre 2020, le président Miguel Díaz-Canel annonce la suppression définitive du peso convertible au profit du peso cubain pour le 1er janvier 2021, celui-ci devrait alors s'échanger au taux unique de 24 pesos pour un dollar américain. Cette réforme monétaire qui met fin au taux fixe d'un dollar pour un peso provoque une flambée de l'inflation. Ainsi, en 2023, un kilo de lait en poudre coûte environ 50 % d'un salaire.